# دابلیوآر ۱۰۲کی‌ای

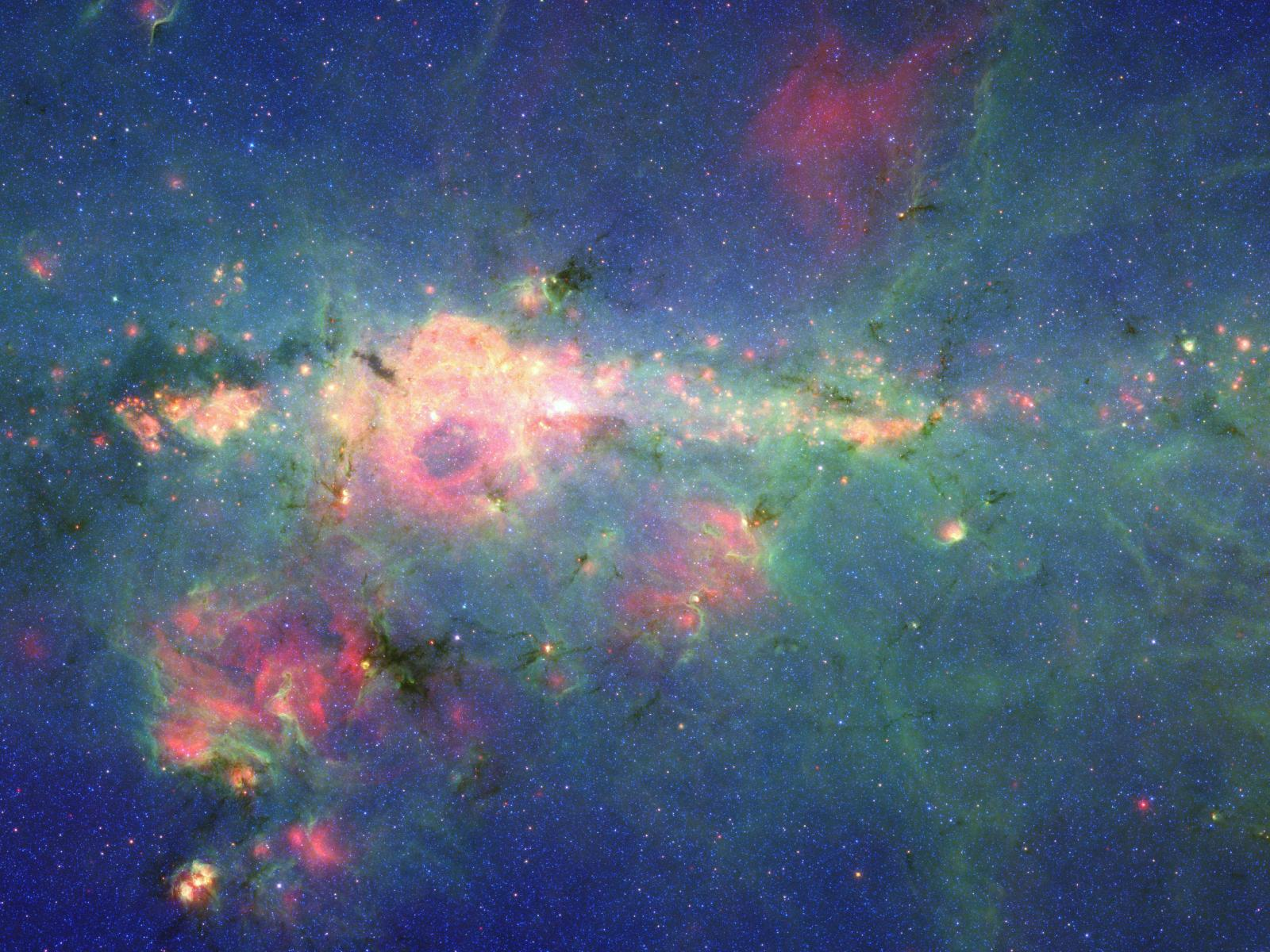
The Peony Nebula star taken by NASA's Spitzer Space Telescope in its naturally dusty region

ندگی خورشید و جرم حدود ۱۵۰ جرم خورشیدی یکی از درخشان‌ترین و پرجرم‌ترین ستارگان کهکشان راه شیری است.